# Mohammed Dionne
Mohammed Dionne (22 tháng 9 năm 1959  –  5 tháng 4 năm 2024) là chính trị gia Sénégal, giữ chức Thủ tướng Senegal từ ngày 6 tháng 7 năm 2014 đến ngày 14 tháng 5 năm 2019. Ông là Thủ tướng thứ 3 được bổ nhiệm bởi Tổng thống Macky Sall. Dionne từng phục vụ trong Ngân hàng Trung ương các Quốc gia Tây Phi, Tổ chức Phát triển Công nghiệp Liên Hợp Quốc, và là cố vấn của Tổng thống trước khi được bổ nhiệm làm Thủ tướng.
Ông qua đời ở tuổi 64 vào ngày 5 tháng 4 năm 2024 tại Paris, nơi ông được đưa đến điều trị y tế ngay giữa chiến dịch bầu cử của mình.